# Olsztyński Okręg Przemysłowy

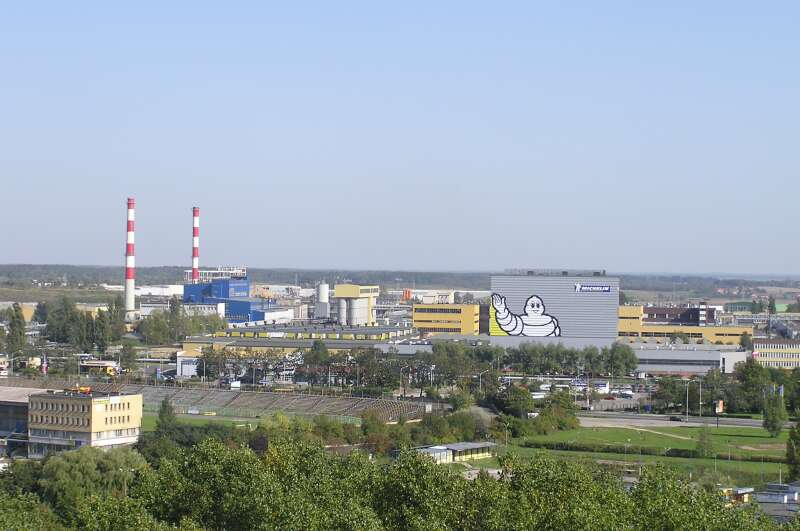
Fabryka opon Michelin w Olsztynie

Olsztyński Okręg Przemysłowy – okręg przemysłowy zlokalizowany w powiecie olsztyńskim (ziemskim i grodzkim) oraz w powiecie ostródzkim. W przemyśle jest zatrudnionych ponad 30 000 osób. Głównymi gałęziami przemysłu na tym obszarze są: przemysł drzewny (meblarski, tartaczny, płyt wiórowych i okleinowych), przemysł spożywczy (mięsny, mleczarski, chłodniczy, przetwórstwa płodów rolnych, browarny), elektro - maszynowy (maszynowy, transportowy, metalowy, odlewniczy, elektroniczny), chemiczny (gumowy, tworzyw sztucznych, detergentów), energetyczny (elektrownie cieplne, wodne), mineralny (materiałów budowlanych, cegielnie), włókienniczy (odzieżowy, dziewiarski, tkanin technicznych, łykowy), przemysł poligraficzny, przemysł paszowy.
Głównym ośrodkiem jest miasto Olsztyn. W stolicy woj. województwa warmińsko-mazurskiego, pracuje w tym sektorze gospodarki ponad 20 000 osób. 
Inne ważne ośrodki przemysłowe to: 
- Ostróda (3,5 tys. pracujących w przemyśle),
- Morąg (3 tys.),
- Olsztynek (3 tys.),
- Dobre Miasto (2,5 tys.),
- Biskupiec (2,5 tys.),
- Barczewo (1,5 tys.).

W pozostałych miasteczkach i dużych wsiach gminnych pracuje kolejne 5 tys. osób (Jeziorany, Dywity, Łęgajny, Kieźliny, Klewki, Stawiguda, Biesal, Gryźliny, Jonkowo, Spręcowo, Łukta, Unieszewo).